# Siple Island
Siple Island (norska: Sipleøya) är en ö i Antarktis. Den ligger i havet utanför Västantarktis. Inget land gör anspråk på området. Arean är 6 500 kvadratkilometer.